# Egbert van Heemskerk I
Egbert van Heemskerk I ou Egbert van Heemskerck I ou Egbert van Heemskerk l'Ancien (1610, Haarlem - 1680) est un peintre néerlandais du siècle d'or.

## Biographie
Egbert van Heemskerk l'Ancien est né en 1610 à Haarlem aux Pays-Bas. Il est le père du peintre Egbert van Heemskerk II (ou Egbert van Heemskerk le Jeune). Sa peinture est influencée par les peintres Teniers et Adriaen Brouwer. Il se spécialise dans la peinture de scènes quotidiennes, avec des portraits de personnages issus d'un milieu simple. Il peint également des scènes de bataille.

## Œuvres
- Paysans en train de ripailler et jouer aux cartes[2], The Bowes Museum, Durham, Royaume-Uni